# Ermita de Sant Vicenç Ferrer
Ermita de Sant Vicenç Ferrer a la Palma de Cervelló. Situada a 360 m al nord-est de can Pongem, enmig del bosc en una zona de difícil accés. L'estat de l'edifici és ruïnós, i la vegetació ocupa bona part de l'edificació.
Restes d'una antiga ermita situada a la part alta dels boscos de Can Pongem. Es tracta d'una edificació de planta rectangular, de 8 metres de llarg per 4 d'amplada, construïda adossada a les parets de les cingleres de Pallejà, en una zona de fort desnivell. Els paraments són d'uns 50 cm de gruix, construïts amb maçoneria, arrebossats per la part interna i l'externa. Els marcs de les obertures estaven fets de maons. Sembla que l'entrada estaria situada al mur de ponent. L'única paret que resta totalment dempeus és la nord, que s'adossa a la cinglera, i on s'obre una fornícula. Del coronament d'aquest mur es dedueix que l'ermita disposava d'una coberta a doble vessant amb el carener disposat nord-sud. Dels murs laterals únicament se'n conserven alguns trams, mentre que el de migdia es troba pràcticament desaparegut. El paviment de l'ermita ha desaparegut en la seva totalitat, si bé en la paret nord encara s'observa d'on arrencava. Per l'orientació de l'edifici i la fornícula conservada, tot apunta que el presbiteri es localitzava a la part nord. Al seu entorn encara s'hi estan vius 2 dels quatre xiprers que es disposaven a les quatre cantonades de l'edificació.
Antoni Sospedra (2008) planteja la possibilitat se que aquesta ermita fos construïda després de la canonització, l'any 1455, de Sant Vicenç Ferrer, qui segons la tradició oral recollida per aquest autor, hauria viscut en aquell paratge.
La tradició oral dels veïns del poble diu que fa 150 anys hi hauria viscut un ermità.